# 約翰·謝菲爾德-巴隆
約翰·亞德·謝菲爾德-巴隆，OBE（英語：John Adrian Shepherd-Barron，1925年6月23日—2010年5月15日）是一名英國發明家，是用於可自助辦理銀行服務設備「自動提款機」的發明人。

## 生平

### 早年
出生於英屬印度時期的西隆，返回英國後前往了愛丁堡大學與劍橋大學三一學院等機構接受教育。在發生二次大戰時約翰擔任了第159輕砲兵團的空降部隊。二戰結束後，約翰於1950年進入印鈔廠德拉魯公司就職。

### 自動提款機
1965年某日約翰在銀行結束營運時間後而無法領錢情況下，以路邊的巧克力販賣機為靈感，開始構想一種像是販賣機模樣；可讓人自助使用銀行服務的機器。
在約翰把他的點子推銷給巴克萊銀行後，於1967年6月世界上第一台自動提款機；以「巴克萊現金」（Barclaycash）為名稱在倫敦北方巴克萊銀行恩菲爾德鎮分行旁出現，當時第一位試用此機器的人則是英國演員瑞格·瓦尼。
起初約翰想以輸入6個數字密碼來作為自動提款機認證方式，並讓他的妻子卡洛琳來測試使用，但因在過程中卡洛琳個人最多只記得住4個號碼，便更改成僅輸入4個數字即可，也間接成為最初全世界提款機的密碼標準。而約翰一開始訂下的取款限制為不超出10英鎊，這出自於約翰認為10英鎊已足以應付週末時刻在外頭花費的個人評估。
2005年約翰因發明自動提款機的關係，得到了英帝國官佐勳章的榮譽。

### 離世
2010年5月15日約翰在蘇格蘭印威內斯的雷格摩爾醫院（Raigmore Hospital）裡，因疾病以84歲年齡離世。

## 家族
約翰的父親威爾弗·謝菲爾德-巴隆曾在英屬印度的孟加拉吉大港、和倫敦港務局裡擔任工程師，並且是英國土木工程師學會的成員。母親朵洛西·謝菲爾德-巴隆則是一名網球選手，曾拿下1924年夏季奧林匹克運動會女子網球雙打銅牌、以及1931年溫布頓網球錦標賽女子雙打冠軍。他的兒子尼可拉斯·謝菲爾德-巴隆有在倫敦國王學院裡擔任代數幾何教授。